# Listă de conducători de stat din 1601
1597 - 1598 - 1599 - 1600 - 1601 - 1602 - 1603 - 1604 - 1605
Aceasta este o listă a conducătorilor de stat din anul 1601:

## Europa
- Anglia: Elisabeta I (regină din dinastia Tudor, 1558-1603)
- Austria (Graz): Ferdinand al II-lea (duce din dinastia de Habsburg, ramura de Styria, 1590/1619-1637; ulterior, rege al Ungariei, 1618/1619-1637; ulterior, arhiduce de Austria-Viena, 1619-1637; ulterior, rege al Germaniei, 1619-1637; ulterior, împărat occidental, 1619-1637; ulterior, rege al Cehiei, 1619, 1620-1637)
- Austria (Viena): Rudolf al V-lea (arhiduce din dinastia de Habsburg, ramura principală, 1576-1608; totodată, rege al Germaniei, 1576-1612; totodată, rege al Cehiei, 1576-1611; totodată, rege al Ungariei, 1576-1608; totodată, împărat occidental, 1576-1612)
- Bavaria: Maximilian I (duce din dinastia de Wittelsbach, 1597-1651; principe elector, din 1623)
- Brandenburg: Joachim Frederic (principe elector din dinastia de Hohenzollern, 1598-1608)
- Cehia: Rudolf al V-lea (rege din dinastia de Habsburg, 1576-1611; totodată, arhiduce din dinastia de Habsburg, 1576-1608; totodată, rege al Germaniei, 1576-1612; totodată, rege al Ungariei, 1576-1608; totodată, împărat occidental, 1576-1612)
- Crimeea: Ghazi Ghirai al II-lea ibn Devlet Bora (han din dinastia Ghiraizilor, 1588-1596/1597, 1597-1607 sau 1608)
- Danemarca: Christian al IV-lea (rege din dinastia Oldenburg, 1588-1648)
- Florența: Ferdinand I (mare duce din familia Medici, 1587-1609)
- Franța: Henric al IV-lea cel Mare (rege din dinastia de Bourbon, 1589-1610; anterior, rege al Navarrei, 1572-1589/1610)
- Genova: Lorenzo Sauli (doge, 1599-1601) și Agostino Doria (doge, 1601-1603)
- Germania: Rudolf al V-lea (rege din dinastia de Habsburg, 1576-1612; totodată, arhiduce din dinastia de Habsburg, 1576-1608; totodată, rege al Cehiei, 1576-1611; totodată, rege al Ungariei, 1576-1608; totodată, împărat occidental, 1576-1612)
- Gruzia: Gheorghe al X-lea (rege din dinastia Bagratizilor, 1600-1603/1605)
- Gruzia, statul Imeretia: Rostom (rege din dinastia Bagratizilor, 1588-1589, 1590-1604)
- Gruzia, statul Kakhetia: Alexandru al II-lea (rege din dinastia Bagratizilor, 1574-1603, 1603-1605)
- Imperiul occidental: Rudolf al V-lea (împărat din dinastia de Habsburg, 1576-1612; arhiduce din dinastia de Habsburg, 1576-1608; totodată, rege al Germaniei, 1576-1612; totodată, rege al Cehiei, 1576-1611; totodată, rege al Ungariei, 1576-1608)
- Imperiul otoman: Mehmed al III-lea (sultan din dinastia Osmană, 1595-1603)
- Lorena Superioară: Carol al III-lea (sau al II-lea) cel Mare (duce din dinastia de Lorena-Vaudemont, 1545-1608)
- Mantova: Vincenzo I (duce din casa Gonzaga, 1587-1612)
- Modena: Cesare (duce din casa d'Este, 1597-1628; totodată, duce de Ferrara, 1597-1598)
- Moldova: Ieremia Movilă (domnitor, 1595-1600, 1600-1606)
- Monaco: Ercole (senior din casa Grimaldi, 1589-1604)
- Navarra: Henric al III-lea (rege din dinastia de Bourbon, 1572-1589/1610; ulterior, rege al Franței, 1589-1610)
- Olanda: Mauriciu (stathouder din dinastia de Orania, 1585-1625)
- Parma și Piacenza: Ranuccio I (duce din casa Farnese, 1592-1622)
- Polonia: Sigismund al III-lea (rege din dinastia Vasa, 1587-1632; ulterior, rege al Suediei, 1592-1599)
- Rusia: Boris Fedorovici (țar din familia Godunov, 1598-1605)
- Savoia: Carlo Emmanuele I cel Mare (duce, 1580-1630)
- Saxonia: Christian al II-lea (principe elector din dinastia de Wettin, 1591-1611)
- Scoția: Iacob al VI-lea (rege din dinastia Stuart, 1567-1625; ulterior, rege al Angliei, 1603-1625)
- Spania: Filip al III-lea (rege din dinastia de Habsburg, 1598-1621)
- Statul papal: Clement al VIII-lea (papă, 1592-1605)
- Suedia: Karl (duce din dinastia Wasa, 1599-1611; rege, din 1604)
- Transilvania: Sigismund Bathori (principe, 1581-1597, 1598-1599, 1601-1602)
- Țara Românească: Mihai Viteazul (domnitor, 1593-1601; ulterior, principe de Transilvania, 1599-1600; ulterior, domnitor în Moldova, 1600), Simion Movilă (domnitor, 1600-1601, 1601-1602; ulterior, domnitor în Moldova, 1606-1607), Radu Șerban (domnitor, 1601, 1602-1611, 1611) și Radu Mihnea (domnitor, 1601-1602, 1611, 1611-1616, 1620-1623; ulterior, domnitor în Moldova, 1616-1619, 1623-1626)
- Ungaria: Rudolf al V-lea (rege din dinastia de Habsburg, 1576-1608; totodată, arhiduce din dinastia de Habsburg, 1576-1608; totodată, rege al Germaniei, 1576-1612; totodată, rege al Cehiei, 1576-1611; totodată, împărat occidental, 1576-1612)
- Veneția: Marino Grimani (doge, 1595-1605)

## Africa
- Așanti: Kobia Amamfi (așantehene, cca. 1600-cca. 1630)
- Bagirmi: Abdullah (mbang, 1568-1608)
- Benin: Ehengbuda (obba, 1578-cca. 1608)
- Buganda: Sekamanya (kabaka, 1584-1614) și Kimbugwe (kabaka, 1584-1614)
- Congo: Alvaro al II-lea (Nempanzu a Mini) (mani kongo, 1574-1614)
- Dahomey: Doghagri-Genu (Du-Aklin) (rege, cca. 1600-1620/1625)
- Ethiopia: Yakob (Malak Sagad al II-lea) (împărat, 1597-1603, 1604-1607)
- Imerina: Ralambo (rege, cca. 1575-cca. 1610)
- Imperiul otoman: Mehmed al III-lea (sultan din dinastia Osmană, 1595-1603)
- Kanem-Bornu: Idris al III-lea Aloma (sultan, cca. 1580-cca. 1617)
- Lunda: Cibinda Ilunga (mwato-yamvo, cca. 1600-cca. 1630)
- Munhumutapa: Gatsi Rusere (rege din dinastia Munhumutapa, cca. 1589-1623)
- Oyo: Abipa (rege, cca. 1590-cca. 1614)
- Rwanda: Ndahiro Cyaamatare (rege, cca. 1600-cca. 1624)
- Sennar: Unsa I ibn Tayyib (sultan, cca. 1592-cca. 1604)
- Songhay (Dendi): Harun (rege, 1599-1612)

## Asia

### Orientul Apropiat
- Iran: Abbas I cel Mare (șah din dinastia Safavidă, 1588-1629)
- Imperiul otoman: Mehmed al III-lea (sultan din dinastia Osmană, 1595-1603)
- Yemen, statul Sanaa: al-Kasim al-Mansur ibn Muhammad ibn Ali (imam, 1598-1620)

### Orientul Îndepărtat
- Atjeh: Ala ad-Din Riayat Șah (sultan, 1588-1604)
- Birmania, statul Arakan: Minrazagyi (Salim Șah) (rege din dinastia de Mrohaung, 1593-1612)
- Cambodgea: Preah Bat Samdech Preah Barommo Reachea Thireach Reamea Thippadey Preah Srey Soryopor (Paramaraja al IV-lea) (rege, 1600-1617/1618)
- China: Shenzong (Zhu Yijun) (împărat din dinastia Ming, 1573-1620)
- Coreea, statul Choson: Sonjo (Yi Kweng) (rege din dinastia Yi, 1568-1608)
- India, statul Handeș: Bahadur Șah ibn Ali (sultan din dinastia Farukizilor, 1597-1600/1601)
- India, statul Moghulilor: Jalal ad-Din Akbar I (împărat, 1556-1605)
- India, statul Vijayanagar: Venkata al II-lea (rege din dinastia Aravidu, 1585-1614)
- Japonia: Go-Yozei (împărat, 1586-1611)
- Laos, statul Lan Xang: Thammikarat (rege, 1596-1622)
- Maldive: Ibrahim ibn Muhammad (sultan, 1584-1609)
- Mataram: Suta-Vijaya Panembahan Senapati Ingalaga (Mas Ngabehi) (sultan, 1575-1601) și Panembahan Seda Krapyak (Mas Djolang) (sultan, 1601-1613)
- Mongolii: Buyan Setsen hagan (han, 1593-1603)
- Nepal (Benepa): Trailokyamalla (rege din dinastia Malla, cca. 1572-cca. 1627)
- Nepal (Kathmandu): Lakșmi Narasimhamalla (rege din dinastia Malla, cca. 1595-1639)
- Nepal (Lalitpur): Hariharasimhamalla (rege din dinastia Malla, cca. 1594-cca. 1620)
- Nepal, statul Gurkha: Șri Purandar Șah (rajah, cca. 1570-1609)
- Sri Lanka, statul Jaffna: Ethiramanasinga Pararajasekaran al VIII-lea (rege, 1591-1615)
- Sri Lanka, statul Kandy: Vimala Dharma Surya I (rege, 1591-1604)
- Thailanda, statul Ayutthaya: Naresuan cel Mare (rege, 1590-1605)
- Tibet: Yon-tan rgya-mtsho (dalai lama, 1588-1616)
- Tibet: Panchen bLo-bzang Ch'os-kyi rgyal mtshan (Chokyi Gyaltsen) (panchen lama, 1569-1662)
- Vietnam, statul Dai Viet: Le Kinh-tong (Hue hoang-de) (rege din dinastia Le târzie, 1599-1619)
- Vietnam (Hanoi): Mac Kinh Cung (rege din dinastia Mac, 1593-1623)
- Vietnam (Hue): Nguyen Huang (rege din dinastia Nguyen, 1558-1613)
- Vietnam (Taydo): Trinh Tung (rege din dinastia Trinh, 1570-1623)